# いんげん
いんげん（1965年7月5日 - ）は、日本の俳優・声優・ナレーター。富山県出身。身長174cm、血液型はO型。劇団ハラホロシャングリラ所属。マネジメントはラザリス。

## 出演作品

### 舞台
- ワンダーランド
- ハラホロシャングリラ全作品

### 映画
- K-20 怪人二十面相・伝
- 容疑者Xの献身
- 20世紀少年第1章
- ザ・マジックアワー
- パッチギ! LOVE&PEACE
- あかね空

### テレビ番組
- 絶対彼氏
- 時効警察2
- 結婚できない男
- 純情きらり
- 笑いがいちばん

### CM
- 銀のさら
- 城南建設 住宅情報館
- 高橋酒造
- ネクソン
- 洋服の青山
- 公益社団法人 日本広告審査機構